# Евгения Гранде
«Евге́ния Гранде́» (фр. Eugénie Grandet) — роман Оноре де Бальзака, впервые частично опубликованный в журнале «L’Europe littéraire» в сентябре 1833 года. Первая полная публикация была осуществлена в 1834 году.
Писатель Максим Горький в автобиографической повести «В людях» называет «Евгению Гранде» правильной книгой.

## Персонажи
- Господин Гранде, сомюрский буржуа-миллионер, отличающийся чрезвычайной скупостью и расчётливостью.
- Госпожа Гранде, супруга господина Гранде.
- Евгения Гранде, дочь господина и госпожи Гранде.
- Шарль Гранде, кузен Евгении из Парижа.
- Мадам де Грассен, утонченная жена банкира с брачным сыном.
- Нанетта, верная служанка дома сомюрских Гранде.

## Сюжет
1819 год, Сомюр. В жизни провинциального виноторговца Гранде, бывшего крестьянина, разбогатевшего после Французской революции, нет иных привязанностей, кроме золота. Он ведёт практически нищенский образ жизни, этому же вынуждена следовать его семья, которую он тиранит и которой сочувствуют все местные жители, но никто не знает истинных размеров его состояния. За перспективу получить руку Евгении, единственной наследницы сельского магната, идёт вялотекущая война между местными почтенными семействами.
Все меняется, когда в доме старика Гранде появляется парижанин Шарль, сын его брата, парижского банкира. Но ему приходится уезжать в Индию — его отец банкрот и только что покончил с собой. Евгения тайно передаёт ему свои скромные ценности, вызывая двойной гнев отца — тем, что она отдала нищему парижскому прощелыге и своё сердце и его золото. Влюбленность в уехавшего кузена становится её единственной отрадой в течение многих лет.
Через некоторое время Гранде умирает, перед этим загнав в могилу супругу. Евгения остаётся одна и продолжает вести дела отца, Шарль же, нажившись на работорговле в колониях, возвращается в 1827 году во Францию. Давно позабыв о своей юношеской влюбленности, он собирается жениться на аристократической невесте и унаследовать титул её отца. Кроме того, он отказывается уплатить по долгам покойного отца миллион с лишним. Евгения, с ужасом осознав, что выдуманный ею образ возлюбленного — обман, совершает благородный поступок и сама платит долги покойного дяди, дав таким образом Шарлю возможность жениться на присмотренной невесте.
Сама же Евгения заключает брак с давним поклонником-провинциалом при условии, что муж не будет притрагиваться к ней и пальцем, активно занимается благотворительностью и живёт крайне аскетично, как приучил её отец.
Основной объём романа занимает история скупца Гранде и несчастья его дочери и жены при его жизни; развязка после его смерти занимает несколько последних страниц книги.

## Переводы

### Перевод Ф. М. Достоевского
Первый перевод романа «Евгения Гранде» на русский язык был выполнен в 1843 году страстным поклонником Бальзака Ф. М. Достоевским и вышел в 1844 году в журнале «Репертуар и пантеон» (без указания имени переводчика), став первой публикацией начинающего писателя. Сам Достоевский в письме брату Михаилу охарактеризовал свою версию перевода как «бесподобную».
Перевод можно считать вольным переложением, поскольку он содержит некоторые ошибки, пропуски, неточности, а также некоторые дополнения от Достоевского. Перевод «Евгении Гранде» осуществлялся с первого полного отдельного издания, вышедшего в 1834 году и поэтому в некоторой степени отдалён от окончательной версии оригинала — от третьей (канонической) редакции романа, опубликованной в 1843 году в цикле «Человеческая комедия» серии «Сцены провинциальной жизни» (Scènes de la vie de province). Французский исследователь Ф. Торранс в своей статье 2013 года указывает, что «все исследователи сходятся в одном: Достоевский следовал изданию Беше, вышедшему в 1834 году».
В. П. Владимирцев писал, что перевод Достоевского «не был „вольным“, но далеко не всегда следовал букве и духу бальзаковского текста».
Александра Лешневская писала: «Сегодня, полтора столетия спустя, даже взыскательный читатель вряд ли сочтёт эту оценку завышенной. В „Евгении Гранде“ Достоевского нет обычных для переводных текстов недостатков». Однако А. Лешневская, признавая цельность и стилистическую яркость перевода, отмечает существенное искажение стиля оригинала, впрочем, в значительной степени обусловленное как низким уровнем развития французско-русской лексикографии середины XIX века, так и строгостью николаевской цензуры. Согласно А. Лешневской «В передаче внутреннего напряжения оригинала переводчику Достоевскому нет равных, однако он последовательно усиливает романтический компонент образов Евгении и старика Гранде».

### Перевод И. Б. Мандельштама
Вторая версия перевода романа, осуществлённая И. Б. Мандельштамом, появилась в 1927 году в ленинградском издательстве «Прибой» с транскрибированным названием «Эжени Гранде». Перевод Мандельштама наиболее точно передаёт стилистические особенности оригинала, отличается бережным отношением к синтаксису и ритмике О. Бальзака.

### Список переводов
Книга неоднократно переводилась на русский язык.
- Евгения Гранде. Роман г-на Оноре де-Бальзака. [Пер. Ф. М. Достоевского].-- «Репертуар и пантеон», 1844, т. 6, кн. 6, с. 386—437; т. 7, кн. 7, с. 44—125. Переводчик не указан.
- Свешникова Е. Скупой и его дочь. М., тип. Сытина, 1887. 74 с.; то же. 1890. 71 с.
- Евгения Гранде. Роман. Пер. Ф. М. Достоевского.-- «Изящная литература», 1883, No 1, с. 1—108; No 2, с. 1—91; Евгения Гранде. Роман. Пер. Ф. М. Достоевского. СПб., типо-лит. Ландау, 1883. 198 с.; Евгения Гранде. Роман. Пер. Ф. М. Достоевского.-- В кн.: Бальзак О. Собр. соч. В 20-ти т. Т. 9. СПб., 1897, с. 3—146. Евгения Гранде. Пер. Ф. М. Достоевского. Ред. и коммент. Л. П. Гроссмана. Вступит. статьи В. Гриба и Л. П. Гроссмана. М.-Л., «Academia», 1935. LXXXVII, 309 с. (Франц, литература. Под общ. ред. А. М. Эфроса. Оноре Бальзак. Сочинения).
- Эжени Гранде. Роман. Пер. И. Б. Мандельштама. Л., «Прибой», [1927]. 217 с.
- Евгения Гранде. Пер. Ю. Верховского. М., Гослитиздат, 1935. 178 с. (Бальзак О. Собр. соч. Под общ. ред. А. В. Луначарского и Е. Ф. Корша. Т. 4); Евгения Гранде. Пер. Ю. Верховского. Примеч. Е. Корша. М., Гослитиздат, 1935. 229 с.; то же. 1941. 260 с.; Эжени Гранде. Пер. Ю. Верховского. Под род. А. С. Кулишер.-- В кн.: Бальзак О. Избранные сочинения. Л., 1949, с. 11—148; то же. 1951, с. 3-181; Евгения Гранде. Роман. Пер. Ю. Верховского.-- В кн.: Бальзак О. де. Избранные произведения. М., 1949, с. 335—412; то же. 1950; Евгения Гранде. Пер. Ю. Верховского. Рига, Латгосиздат, 1950. 176 с.; Евгения Гранде. Пер. К). Верховского. [Послесл. А. Пузикова]. Таллин, Эстон. гос. изд-во, 1950. 203 с.; Евгения Гранде. [Пер. Ю. Верховского]. М., Гослитиздат, 1952. 180 с.; Евгения Гранде. Пер. Ю. Верховского.-- В кн.: Бальзак О. Собр. соч. В 15-ти т. Т. 4. Человеческая комедия. Сцены провинциальной жизни. |[Пер. под ред. Н. Немчиновой]. М., 1952, с. 5—183; Евгения Гранде. Пер. Ю. Верховского.-- В кн.: Бальзак О. де. Евгения Гранде.-- Отец Горио. М., 1960, с. 5—178; Евгения Гранде. Пер. Ю. Верховского.-- В кн.: Бальзак О. Собр. соч. В 24-х т. Т. 6. Человеческая комедия. Этюды о нравах. Сцены провинциальной жизни. [Ред. Б. С. Вайсман]. М., 1960, с. 5—185; Евгения Гранде. [Пер. Ю. Верховского. Илл. А. Кашкуревич]. Минск, Госиздат БССР, 1961. 182 с.
- Евгения Гранде. [Пер. А. Улухановой. Под ред. Н. Любимова. Примеч. Т. Крыловой. Вступит. статья М. Е. Елизаровой. Рис. Г. Филипповского]. М.-Л., Детгиз, 1962. 216 с. (Школьная б-ка).

Инсценировки:
- Дочь скупого. Драма в 2-х д., пер. П. И. Валберховым. (La fille de l’avare). (Предст. первый раз в Париже 7 янв. 1835 г.). [СПб., 1835]. 93 л. Рукопись ЛГТБ No 1546. Цензор. разрешение 22 окт. 1835 г.
- Евгения Гранде. Пьеса в 4-х д. Композиция по роману С. Даби. М.-Л., «Искусство», 1940. 117 с.
- Евгения Гранде. Пьеса в 4-х д. Композиция по роману С. Даби. М., ВУОАП, [1945]. 53 с. Напеч. на стеклографе.
- Евгения Гранде. Пьеса в 4-х д. Композиция по роману С. Даби. М., «Искусство», 1939. 107 с. Напеч. на стеклографе.

## Экранизации
- 1921 — Евгения Гранде (The Conqering Power) — режиссер Рекс Ингрэм — с Элис Терри. (Эжени), Рудольф Валентино (Чарльз), Ральф Льюис (Гранде), Кэрри Домери (Мере Гранде), Бриджетта Кларк (Мадам де Грассен)
- 1946 — Евгения Гранде, режиссёр Марио Сольдати (Италия). с Алида Валли (Эжени), Гуальтьеро Туминати (Гранде), Джудитта Риссоне (мадам Гранде), Джорджио Де Люлло (Шарль), Мария Боди (мадам де Грассен)
- 1953 — Евгения Гранде, режиссёр Эмилио Гомес Муриэль (Мексика).
- 1956 — Евгения Гранде Гранде — Режиссёр: Морис Казенёв — В ролях: Доминик Бланшар (Эжени), Жан Маршат (Гранде), Поль Гер (Шарль), Элен Дюк (мадам де Грассен), [ерж Бенто (Адольф де Грассен), Лин Норо (мадам Гранде)
- 1960 — Евгения Гранде, режиссёр Алексей Сергеев (СССР). В ролях: Ариадна Шенгелая (Евгения), Семён Межинский (Гранде), Михаил Козаков (Чарльз), Евдокия Турчанинова (мадам Гранде), Ирина Ликсо (мадам де Грассен), Никита Подгорный (Адольф де Грассен)
- 1968 — Эжени Гранде — Режиссёр: Ален Буде — В ролях: Беранже Датун (Эжени), Рене Дари (Гранде), Бернар Руселе (Шарль), Жермен Дельбат (матушка Гранде), Франс Делахалле (мадам де Грассен), Жан Мартен (аббат Крушо)
- 1994 — Евгения Гранде. — Regie: Жан Даниэль Верег — Александра Лондон (Эжени), Жан Карме (Гранде), Жан-Клод Аделин (Шарль), Доминик Лабурье (мадам Гранде), Клод Жад (Люсьенна де Грассен), Пьер Вернье (месье де Грассен)
- 2021 — Эжени Гранде — Режиссёр: Марк Дюген — с Жозефин Жапи (Эжени), Оливье Гурме (Гранде), Валери Боннетон (мадам Гранде), Сезар Домбой (Шарль), Анн-Мари Филип (мадам де Грассен)